# Sombrero

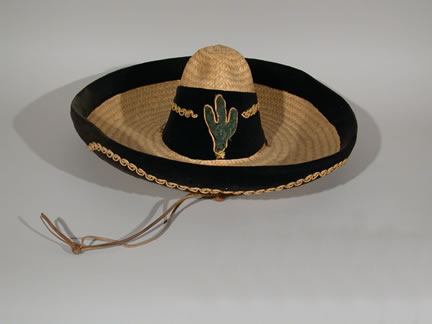
Een sombrero de charro.

Een sombrero is een Mexicaanse hoed met een brede rand. De naam is afkomstig van het Spaanse woord sombra, dat schaduw betekent. 
In het Spaans wordt elke hoed met een rand een sombrero genoemd. De Mexicaanse hoed met een brede rand wordt in het Spaans daarom aangeduid als sombrero mexicano of sombrero de charro.
Doorgaans is de sombrero, net als de ook in het noorden van Mexico zeer populaire cowboyhoed, gemaakt van stro of vilt. De sombrero werd dan ook oorspronkelijk gedragen door veldarbeiders als bescherming tegen de zon. Inmiddels is de sombrero een toeristisch icoon van Mexico geworden, zoals de klomp van Nederland.